# Ulrich von Werdum
Ulrich von Werdum (ur. 1 stycznia 1632 w Edenserloog, zm. 20 marca 1681) – Fryzyjczyk, absolwent Uniwersytetu w Franeker i Uniwersytetu w Heidelbergu.
Syn Hero von Werduma i Katarzyny Elżbiety von Morrien. W latach 1670–1677 odbywał podróże po Polsce, Francji, Anglii, Danii i Szwecji, a także po Górnych i Dolnych Niemczech.
Zwerbowany w 1670 roku w Gdańsku był współuczestnikiem podróży po I Rzeczypospolitej francuskiego szpiega, księdza Jeana de Courthonne organizującego opozycję magnacką przeciw Michałowi Korybutowi Wiśniowieckiemu. Przy udziale prymasa Mikołaja Prażmowskiego w jego miejsce miał być wprowadzony na tron kandydat francuski. Werdum prowadził pamiętnik opisujący podróż po Rzeczypospolitej w latach 1670-1672.
W 1677 roku powrócił w ojczyste strony. W 1679 roku wstąpił na służbę księżnej Krystyny Charlotty von Ostfrieseland i na jej dworze pełnił funkcję tajnego radcy.